# Kapetan (šport)
U športskom nazivlju kapetan (tal. capitano < kasnolat. capitaneus, prema lat. caput: glava) označava predvodnika, vođu športske momčadi. To je igrač kojega izabire ili imenuje trener da bi zastupao interese ostalih igrača kod uprave kluba, saveza, trenera, a tijekom utakmice i kod sudaca.
Kapetani obiju momčadi i suci sudjeluju pri ždrijebanju za izbor strana igrališta odnosno početnog udarca uoči početka utakmice ili se natječu za loptu, kao što je slučaj u košarci i vaterpolu. U većini športova s loptom kapetan nosi oznaku u obliku vrpce na rukavu dresa (tzv. kapetanska vrpca) i predvodi momčad prilikom izlaska na igralište.
U loptačkim športovima svaka momčad tijekom utakmice mora imati kapetana. Obično je to igrač s najvećim autoritetom ili iskustvom u momčadi.